# Богоявленская площадь (Орёл)
Богоявле́нская пло́щадь — площадь в историческом центре города Орла.

## Описание

### Расположение
Расположена на месте, где находилась Орловская крепость в XVI—XVII веках. С северной стороны к площади примыкает Мемориальный сквер «Стрелка», с восточной и западной омывают воды рек Оки и Орлика, на южной стороне — Сквер Коммунальников и здания Торговых рядов. Название получено от церкви Богоявления Господня.

### История
Территория площади начала формироваться в середине XVII века и связано это со строительством здесь (предположительно в середине XVII в. и сгоревшего в 1680 году) Богоявленского мужского монастыря, на территории которого находилась Богоявленская церковь. После пожара монастырь был перенесён в другое место — на Ввозную гору, а церковь построили новую каменную. Храм много раз перестраивался, частично был разрушен, но сохранился и восстановлен в 2015 году, и занимает центральное место на площади — единственное здание под номером 1. Площадь носила своё именование до Октябрьской революции. В послереволюционные годы название было упразднено. В 1860 году на площадь была переведена торговля с Черкасской улицы и с этого времени её называли  «площадью Молочного базара» в просторечии «молочкой». В 1935 году Молочный базар перевели на место, где он находится и сегодня (2018) — это Центральный рынок. На части площади был разбит сквер, вырубленный немцами во время войны. В 1946 году сквер восстановили и он получил название «сквер Коммунальников». В начале 1990-х название площади восстановлено.

### Достопримечательности на площади
- Богоявленский собор — православный храм, самое древнее сохранившееся каменное здание города Орла[4].
- Надкладезная часовня во имя Всех святых, с расположенной под ней глубокой скважиной.
- Памятник Ивану Грозному — первый в истории России памятник царю Ивану Грозному.
- Памятник Серафиму Саровскому — памятник преподобному, великому подвижнику Русской Церкви Серафиму Саровскому.
- Торговые ряды (Гостиный двор) — памятник архитектуры и истории, строение середины XIX века.